# Sekikawa
Sekikawa (jap. 関川村 Sekikawa-mura) – wieś w Japonii, na wyspie Honsiu, w prefekturze Niigata. Według danych na rok 2020 miejscowość zamieszkiwało 5 144 mieszkańców , a gęstość zaludnienia wyniosła 17,2 os./km².